# Sankt Paul (Erding)
Sankt Paul ist ein Gemeindeteil der Großen Kreisstadt Erding im Landkreis Erding, Oberbayern.

## Lage
Das Kirchdorf liegt etwa 0,8 Kilometer nordwestlich vom Ortszentrum Erding. Durch den großen Friedhof am Ort fließt die Sempt.

## Geschichte
Der Ort gehörte ursprünglich zur Gemeinde Altenerding, von der er zwischen 1885 und 1900 nach Erding abgegeben wurde.

## Baudenkmäler
In Ortsmitte befindet sich die Kirche St. Paul von 1699, ein barocker Saalbau mit eingezogenem halbrundem Chor von Hans Kogler. Daneben steht das ehemalige Mesnerhaus von 1567 als Rekonstruktion mit Teilen des Vorgängerbaus. 
Das klassizistische Leichenhaus im Friedhof stammt von 1827.